# Nemzeti dal

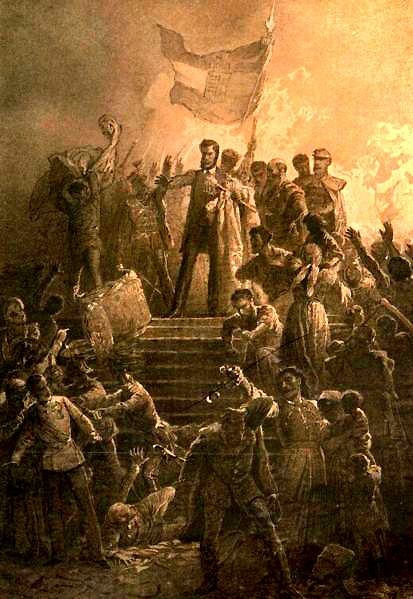
Sándor Petőfi mentre legge il Nemzeti dal alla folla; disegno di Mihály Zichy.

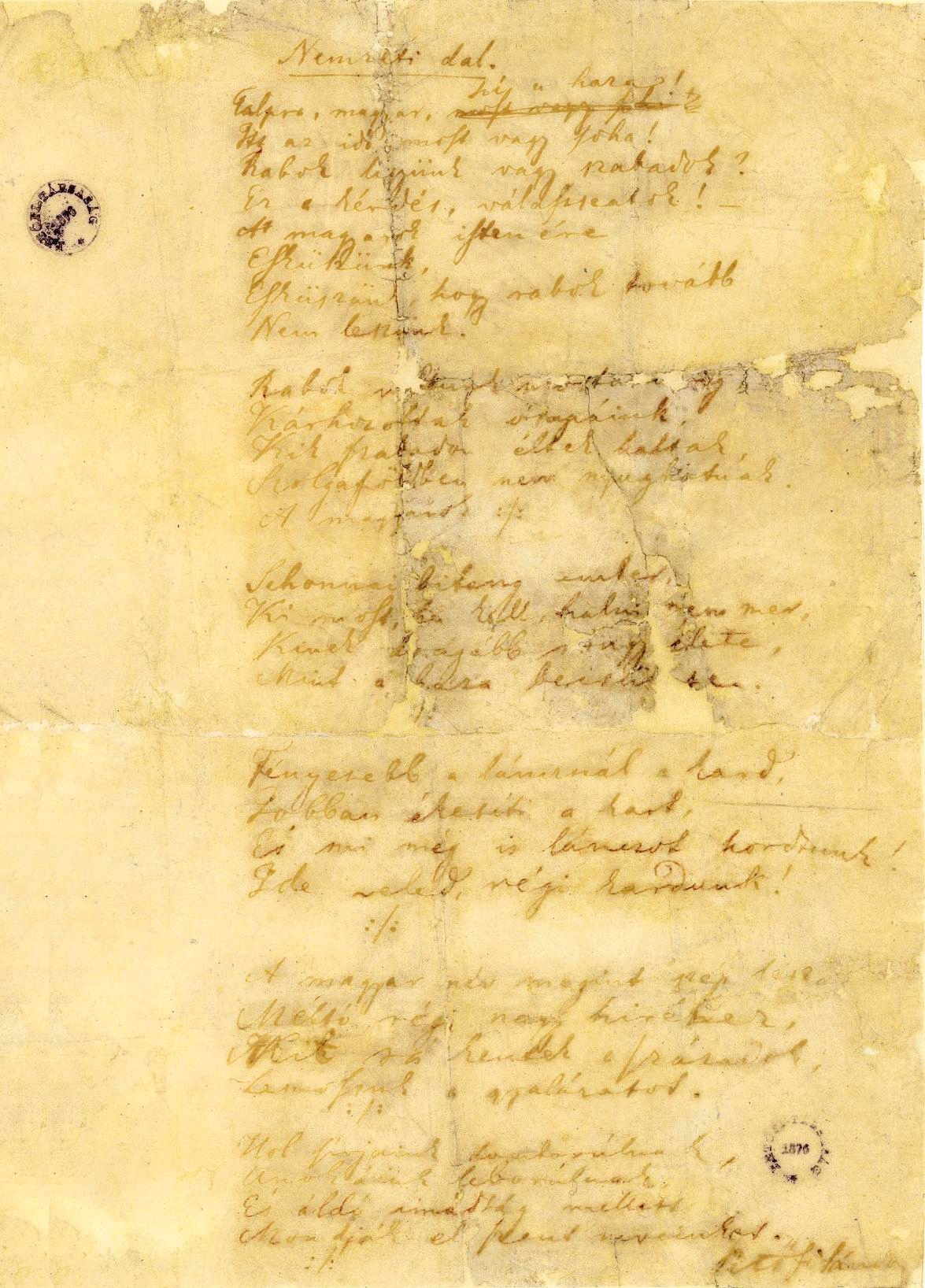
Manoscritto originale del Nemzeti dal.

Il Nemzeti dal (Canto nazionale) è uno dei poemi più importanti e che più hanno influenzato la letteratura ungherese.
Scritto da Sándor Petőfi, il poema, che ha ispirato la Rivoluzione ungherese del 1848, è un inno che incitava gli Ungheresi a recuperare l'indipendenza perduta, dopo la dominazione prima ottomana e poi austriaca. La tradizione vuole che sia stato declamato la prima volta il 15 marzo del 1848 a Pest sulle scale del museo nazionale davanti ad una folla, la quale alla fine, intonandone il ritornello, incominciò a marciare per la città occupando i giornali, liberando i prigionieri politici e dichiarando la fine della dominazione austriaca. In realtà Petőfi la declamò a memoria al caffè Pilvax; aveva dimenticato infatti lo scritto originale in tipografia.
| Nemzeti dal | Canto nazionale |
| Talpra magyar, hí a haza! Itt az idő, most vagy soha! Rabok legyünk vagy szabadok? Ez a kérdés, válasszatok! A magyarok istenére Esküszünk, Esküszünk, hogy rabok tovább Nem leszünk! | In piedi, o magiaro, la patria chiama! È tempo: ora o mai! Schiavi saremo o liberi? Scegliete! Al Dio dei magiari giuriamo, giuriamo che schiavi mai più saremo!                                     |
| Rabok voltunk mostanáig, Kárhozottak ősapáink, Kik szabadon éltek-haltak, Szolgaföldben nem nyughatnak. A magyarok istenére Esküszünk, Esküszünk, hogy rabok tovább Nem leszünk!      | Schiavi fummo finora: gli antenati nostri che vissero e morirono liberi, sono dannati, non hanno pace in questa terra schiava. Al Dio dei magiari giuriamo, giuriamo che schiavi mai più saremo!     |
| Sehonnai bitang ember, Ki most, ha kell, halni nem mer, Kinek drágább rongy élete, Mint a haza becsülete. A magyarok istenére Esküszünk, Esküszünk, hogy rabok tovább Nem leszünk!    | È un briccone colui che teme la morte quando bisogna morire, colui che una meschina vita ha più cara che l'onor della patria. Al Dio dei magiari giuriamo, giuriamo che schiavi mai più saremo!      |
| Fényesebb a láncnál a kard, Jobban ékesíti a kart, És mi mégis láncot hordtunk! Ide veled, régi kardunk! A magyarok istenére Esküszünk, Esküszünk, hogy rabok tovább Nem leszünk!     | Più lucente è la spada che la catena, meglio si adatta al braccio; e tuttavia una catena portammo! Eccola, l'antica nostra spada! Al Dio dei magiari giuriamo, giuriamo che schiavi mai più saremo!  |
| A magyar név megint szép lesz, Méltó régi nagy hiréhez; Mit rákentek a századok, Lemossuk a gyalázatot! A magyarok istenére Esküszünk, Esküszünk, hogy rabok tovább Nem leszünk!      | Bello sarà di nuovo il nome magiaro, degno della gran fama antica; laviamo l'onta che i secoli vi impressero! Al Dio dei magiari giuriamo, giuriamo che schiavi mai più saremo!                      |
| Hol sírjaink domborulnak, Unokáink leborulnak, És áldó imádság mellett Mondják el szent neveinket. A magyarok istenére Esküszünk, Esküszünk, hogy rabok tovább Nem leszünk!           | Dove s'innalzano le nostre tombe s'inchineranno i nostri nipoti, e proferiranno i nostri sacri nomi con una benedicente preghiera. Al Dio dei magiari giuriamo, giuriamo che schiavi mai più saremo! |
| 1. | |